# Campeonato Mundial de Corta-Mato de 2001
O 29º Campeonato Mundial de Corta-Mato foi realizado em 24 e 25 de março de 2001, em Ostend, Bélgica. 

## Resultados

### Corrida Longa Masculina

#### Individual
| Medalha | Atleta           | País    | Tempo     |
| Ouro    | Mohammed Mourhit | Bélgica | 39:53 min |
| Prata   | Serhiy Lebid     | Ucrânia | 40:03 min |
| Bronze  | Charles Kamathi  | Quênia  | 40:05 min |

#### Equipas
| Medalha | Selecção | Marca  |
| Ouro    | Quênia · Charles Kamathi (3º) · Paul Malakwen Kosgei (5º) · Patrick Ivuti (7º) · Enock Mitei (18º)                   | 33 pts |
| Prata   | França · Driss El Himer (6º) · Mustapha El Hamadi (11º) · Lyes Ramoul (26º) · Mickaël Thomas (29º)                   | 72 pts |
| Bronze  | Estados Unidos · Bob Kennedy (12º) · Mebrahtom Keflezighi (13º) · Abdihakem Abdirahman (15º) · Nicholas Rogers (47º) | 87 pts |

### Corrida Curta Masculina

#### Individual
| Medalha | Atleta          | País    | Tempo     |
| Ouro    | Enock Koech     | Quênia  | 12:40 min |
| Prata   | Kenenisa Bekele | Etiópia | 12:42 min |
| Bronze  | Benjamin Limo   | Quênia  | 12:43 min |

#### Equipas
| Medalha | Selecção                                                                                               | Marca  |
| Ouro    | Quênia · Enock Koech (1º) · Benjamin Limo (3º) · Sammy Kipketer (4º) · Cyrus Kataron (5º)              | 13 pts |
| Prata   | Marrocos · Brahim Boulami (9º) · Adil Kaouch (11º) · Mohamed Saïd El Wardi (12º) · Mohammed Amyn (16º) | 48 pts |
| Bronze  | Etiópia · Kenenisa Bekele (2º) · Hailu Mekonnen (10º) · Dagne Alemu (13º) · Alemayehu Girma (26º)      | 51 pts |

### Corrida Júnior Masculina

#### Individual
| Medalha | Atleta            | País           | Tempo     |
| Ouro    | Kenenisa Bekele   | Etiópia        | 25:04 min |
| Prata   | Duncan Lebo       | Quênia         | 25:37 min |
| Bronze  | Dathan Ritzenhein | Estados Unidos | 25:46 min |

#### Equipas
| Medalha | Selecção | Marca  |
| Ouro    | Quênia   | 24 pts |
| Prata   | Etiópia  | 25 pts |
| Bronze  | Uganda   | 68 pts |

### Corrida Longa Feminina

#### Individual
| Medalha | Atleta          | País        | Tempo     |
| Ouro    | Paula Radcliffe | Reino Unido | 27:49 min |
| Prata   | Gete Wami       | Etiópia     | 27:52 min |
| Bronze  | Lydia Cheromei  | Quênia      | 28:07 min |

#### Equipas
| Medalha | Selecção | Marca  |
| Ouro    | Quênia · Lydia Cheromei (3ª) · Susan Chepkemei (4ª) · Pamela Chepchumba (5ª) · Leah Malot (6ª)                          | 18 pts |
| Prata   | Etiópia · Gete Wami (2ª) · Merima Denboba (8ª) · Eyerusalem Kuma (23ª) · Leila Aman (37ª)                               | 70 pts |
| Bronze  | França · Yamna Oubouhou-Belkacem (7ª) · Rakiya Maraoui-Quetier (11ª) · Rodica Daniela Nagel (24ª) · Zahia Dahmani (35ª) | 77 pts |

### Corrida Curta Feminina

#### Individual
| Medalha | Atleta          | País        | Tempo     |
| Ouro    | Gete Wami       | Etiópia     | 14:46 min |
| Prata   | Paula Radcliffe | Reino Unido | 14:47 min |
| Bronze  | Edith Masai     | Quênia      | 14:57 min |

#### Equipas
| Medalha | Selecção | Marca  |
| Ouro    | Etiópia · Gete Wami (1ª) · Merima Denboba (4ª) · Werknesh Kidane (5ª) · Genet Gebregiorgis (16ª)                | 26 pts |
| Prata   | Quênia · Edith Masai (3ª) · Rose Cheruiyot (8ª) · Margaret Ngotho (10ª) · Naomi Mugo (11ª)                      | 32 pts |
| Bronze  | Roménia · Elena Fidatov (13ª) · Iulia Negura-Olteanu (15ª) · Maria Cristina Grosu (23ª) · Mihaela Botezan (27ª) | 78 pts |

### Corrida Júnior Feminina

#### Individual
| Medalha | Atleta           | País    | Tempo     |
| Ouro    | Viola Kibiwot    | Quênia  | 22:05 min |
| Prata   | Abebech Negussie | Etiópia | 22:05 min |
| Bronze  | Aster Bacha      | Etiópia | 22:05 min |

#### Equipas
| Medalha | Selecção | Marca  |
| Ouro    | Etiópia  | 16 pts |
| Prata   | Quênia   | 20 pts |
| Bronze  | Japão    | 59 pts |